# Дендроклиматология

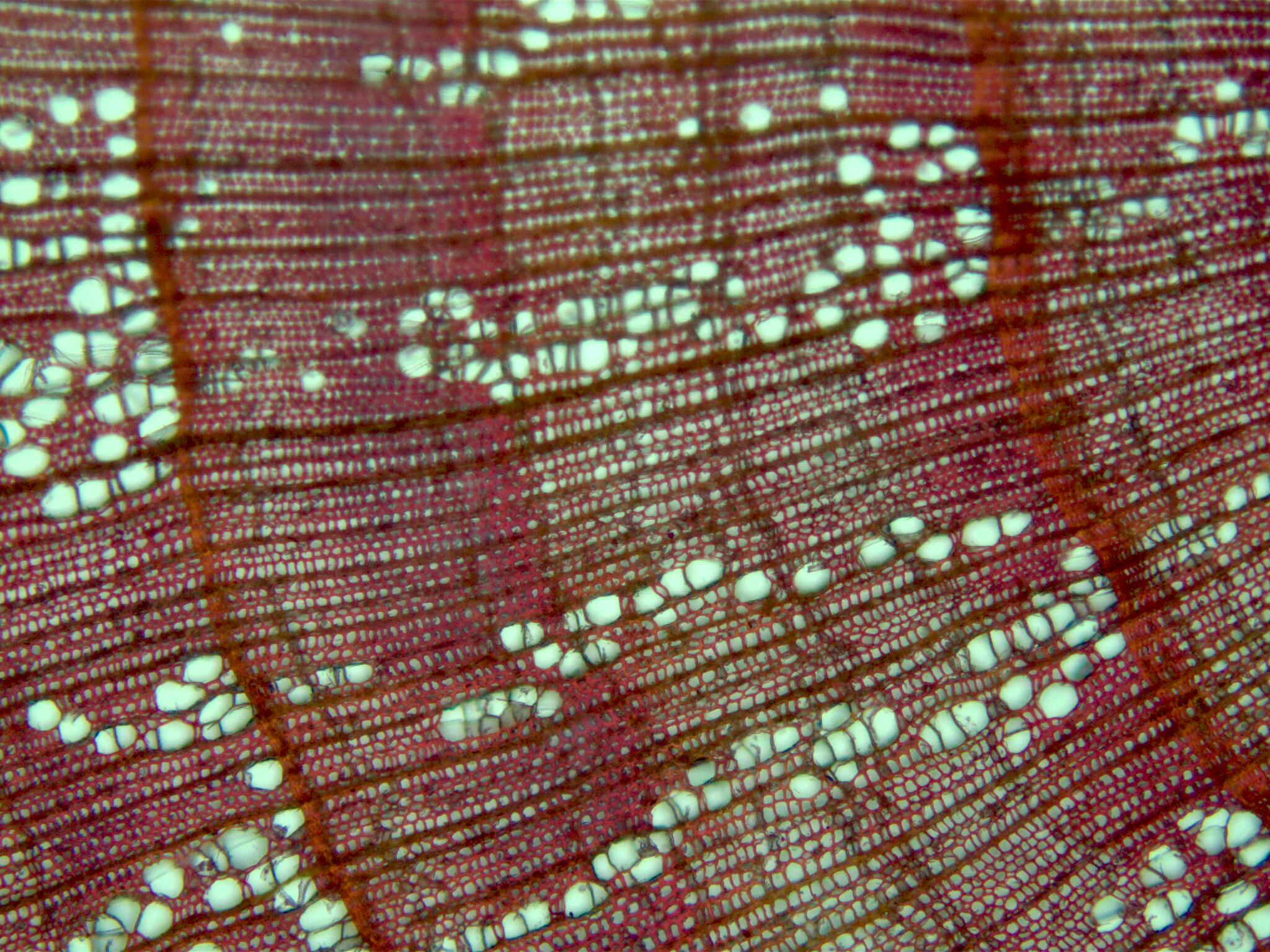
Поперечное сечение ствола боярышника (Corylus avellana) - годовые кольца.

Дендроклиматоло́гия — раздел климатологии и дендрохронологии, изучающий изменения климатов данной местности в исторический период времени по сравнению толщины годичных колец у многолетних древесных растений. В частности, объектом исследования являются качественные и количественные показатели связей солнечной радиации, различных элементов климата и явлений природы прошлого с годичным приростом дерева или сообщества деревьев.
Материал исследования как правило собирается либо в виде древесных спилов, либо кернов, полученных с помощью приростного (возрастного) бурава. Анализ материала в настоящее время производится при помощи компьютеризированных установок.